# Prescott (Michigan)
Prescott é uma vila localizada no estado americano de Michigan, no Condado de Ogemaw.

## Demografia
Segundo o censo americano de 2000, a sua população era de 286 habitantes.
Em 2006, foi estimada uma população de 280, um decréscimo de 6 (-2.1%).

## Geografia
De acordo com o United States Census Bureau tem uma área de
3,0 km², dos quais 3,0 km² cobertos por terra e 0,0 km² cobertos por água. Prescott localiza-se a aproximadamente 243 m acima do nível do mar.

## Localidades na vizinhança
O diagrama seguinte representa as localidades num raio de 20 km ao redor de Prescott.